# Сион (град)
Вижте пояснителната страница за други значения на Сион.
Сио̀н (на френски: Sion; на немски: Sitten, Зитен) е курортен град в Югозападна Швейцария. Главен административен център на кантон Вале.
Разположен е около река Рона на около 50 km на изток от границата с Франция. Първите сведения за града като населено място датират от 580 г. Има жп гара и летище. Населението му е 29 950 души по данни от преброяването през 2007 г.

## Спорт
Представителният футболен отбор на града се казва ФК Сион. Дългогодишен участник е в Швейцарската Суперлига.